# Indotyphlops loveridgei
Indotyphlops loveridgei — вид змій родини Сліпуни (Typhlopidae). Вид відомий лише по єдиному зразку, що знайдений на півночі Індії.

## Назва
Вид названий на честь американського герпентолога Артура Лавріджа.

## Опис
Голотип сягав 20,8 см завдовжки, діаметр тіла 2,5 — 3,5 мм. Тіло коричневого забарвлення, черево та морда світліші за спину.